# Apokalipsa Jakuba (pierwsza)
Apokalipsa Jakuba (pierwsza) – gnostycki utwór z Nag Hammadi (NHC V,3) napisany w formie dialogu objawiającego między Jezusem a jego bratem Jakubem. Treścią jest gnostyckie znaczenie Męki Jezusa i zbawienie gnostyków.